# UFC 190
UFC 190: Rousey vs. Correia è stato un evento di arti marziali miste tenuto dalla Ultimate Fighting Championship svolto il 1º agosto 2015 all'HSBC Arena di Rio de Janeiro, Brasile.

## Retroscena
Nel main event della card si affrontarono, per il titolo dei pesi gallo femminili UFC, la campionessa Ronda Rousey e la contendente numero uno Bethe Correia.
Le finali dei pesi leggeri e gallo dell'evento The Ultimate Fighter: Brazil 4 vennero riorganizzati per questo evento. Inizialmente dovevano tenersi il 27 giugno a San Paolo in Brasile, tuttavia, il 15 maggio l'evento venne spostato al Seminole Hard Rock Hotel and Casino di Hollywood negli Stati Uniti. Ancora una volta i match vennero rinviati a causa di problemi dovuti al rilascio del visto d'ingresso per alcuni lottatori; ciò porto la UFC a spostare le finali per questo evento.
L'evento ospitò l'incontro, valido come eliminatoria per il titolo dei pesi paglia femminili UFC, tra Cláudia Gadelha e l'ex campionessa dei pesi paglia WSOF Jessica Aguilar.

## Risultati
|                                                   | Divisione         |                  |                 |                          | Metodo                                  | Round           | Tempo           | Premio          |
| Card Principale                                   | Card Principale   | Card Principale  | Card Principale | Card Principale          | Card Principale                         | Card Principale | Card Principale | Card Principale |
| ------------------------------------------------- | ----------------- | ---------------- | --------------- | ------------------------ | --------------------------------------- | --------------- | --------------- | --------------- |
| Sfida valida per il titolo di campione indiscusso | Pesi Gallo (F)    | Ronda Rousey (c) | batte           | Bethe Correia            | KO (pugno)                              | 1               | 0:34            | POTN            |
|                                                   | Pesi Mediomassimi | Mauricio Rua     | batte           | Antônio Rogério Nogueira | Decisione unanime (29-28, 29-28, 29-28) | 3               | 5:00            | FOTN            |
| Finale del torneo The Ultimate Fighter: Brazil 4  | Pesi Leggeri      | Glaico França    | batte           | Fernando Bruno           | Sottomissione (rear-naked choke)        | 3               | 4:46            |                 |
| Finale del torneo The Ultimate Fighter: Brazil 4  | Pesi Gallo        | Reginaldo Vieira | batte           | Dileno Lopes             | Decisione unanime (29-28, 30-27, 30-27) | 3               | 5:00            |                 |
|                                                   | Pesi Massimi      | Stefan Struve    | batte           | Antônio Rodrigo Nogueira | Decisione unanime (30-27, 30-27, 30-27) | 3               | 5:00            |                 |
|                                                   | Pesi Massimi      | Antônio Silva    | batte           | Soa Palelei              | KO Tecnico (pugni)                      | 2               | 0:41            |                 |
|                                                   | Pesi Paglia (F)   | Cláudia Gadelha  | batte           | Jessica Aguilar          | Decisione unanime (30-27, 30-27, 30-27) | 3               | 5:00            |                 |
| Card Preliminare                                  |                   |                  |                 |                          |                                         |                 |                 |                 |
|                                                   | Pesi Welter       | Demian Maia      | batte           | Neil Magny               | Sottomissione (rear-naked choke)        | 2               | 2:52            | POTN            |
|                                                   | Pesi Mediomassimi | Patrick Cummins  | batte           | Rafael Cavalcante        | KO Tecnico (gomitate)                   | 3               | 0:45            |                 |
|                                                   | Pesi Welter       | Warlley Alves    | batte           | Nordine Taleb            | Sottomissione (ghigliottina)            | 2               | 4:11            |                 |
|                                                   | Pesi Gallo        | Iuri Alcântara   | batte           | Leandro Issa             | Decisione unanime (29-28, 29-28, 29-27) | 3               | 5:00            |                 |
|                                                   | Pesi Medi         | Vitor Miranda    | batte           | Clint Hester             | KO Tecnico (pugni e gomitate)           | 2               | 2:38            |                 |
|                                                   | Pesi Gallo        | Guido Cannetti   | batte           | Hugo Viana               | Decisione unanime (29-28, 29-28, 29-28) | 3               | 5:00            |                 |

## Premi
I lottatori premiati ricevettero un bonus di 50.000 dollari.
Legenda:
- FOTN: Fight of the Night (vengono premiati entrambi gli atleti per il miglior incontro dell'evento)
- POTN: Performance of the Night (viene premiato il vincitore per la migliore performance dell'evento)